# Passerelle
La Passerelle, també conegut com el Viaducte de Luxemburg, és un viaducte de Ciutat de Luxemburg, al sud de Luxemburg. Avui dia s'estén des del sud cap al centre de la ciutat, Ville Haute, portant el trànsit per carretera a través de la vall de Pétrusse i connecta l'avinguda de la Gare amb el Boulevard Franklin Delano Roosevelt. Té 290 m de llarg, amb 24 arcs i 45 m per sobre del fons de la vall.
També se'l coneix com el Pont Vell (en luxemburguès: Al Bréck, francès: Vieux pont, alemany: Alte Brücke) per part dels habitants de la ciutat. El pont nou en comparació és el pont Adolphe que va ser construït entre 1900 i 1903. La Passarelle va ser construïda entre 1859 i 1861 per connectar el centre de la ciutat amb la nova estació de tren, que es troba lluny del centre de la ciutat a fi de no menyscabar les capacitats defensives de la fortalesa de la ciutat. Va ser concebuda pels enginyers Edouard Grenier i Auguste Letellier i construïda per l'empresa britànica Waring Brothers.

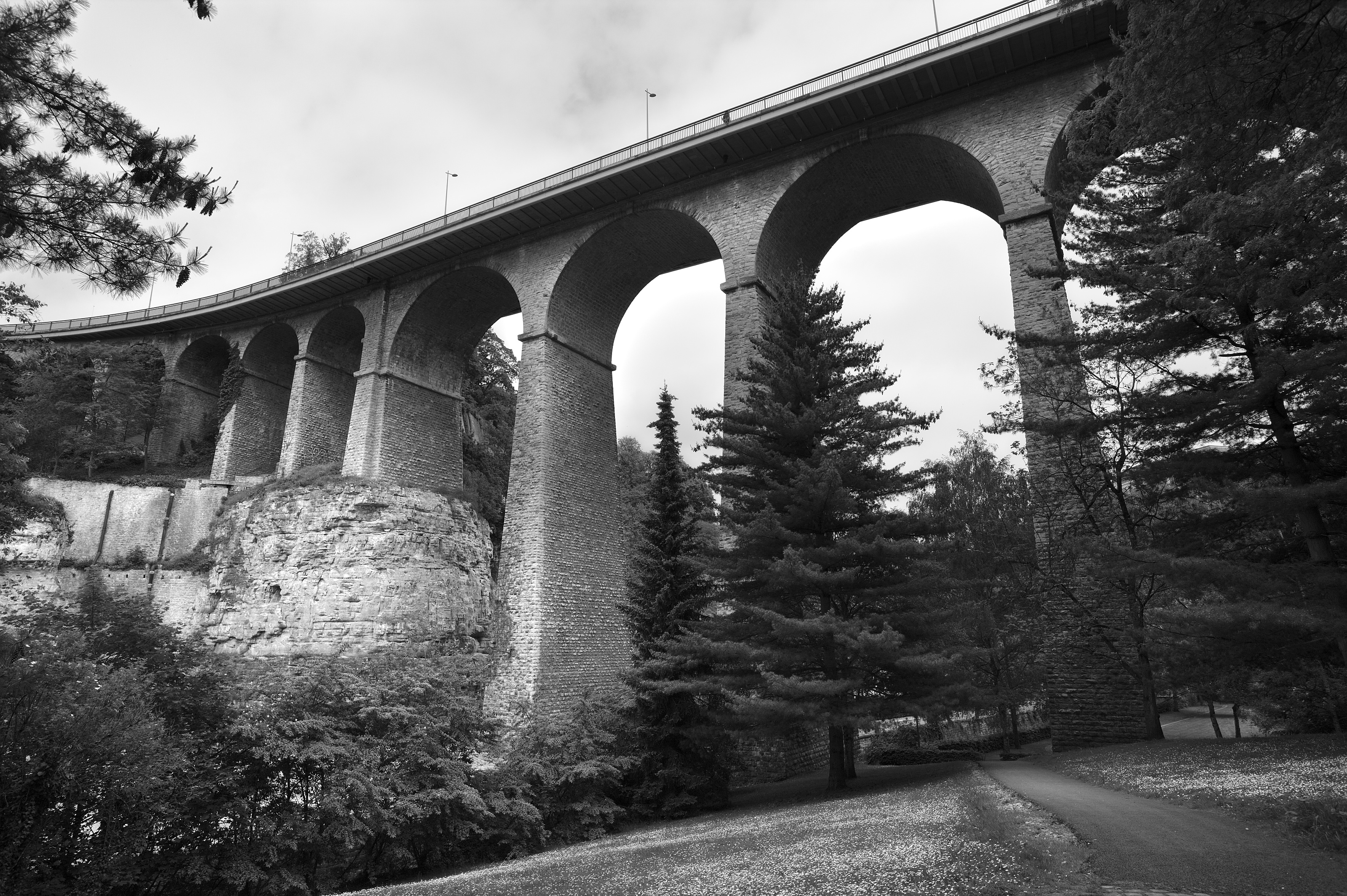
Vista de la Passerelle des de la vall del Pétrusse.